# Gul middagsblomma
Gul middagsblomma (Carpobrotus edulis) är en flerårig isörtsväxt som ursprungligen kommer från kustnära områden i Sydafrika. Den gula middagsblommans bruna frukt är ätlig och i Sydafrika kallas växten Sour Fig ("surt fikon").
Bladen är suckulenta. Stora celler i bladen gnistrar som iskristaller i solljuset. Blommorna är omkring 8 centimeter i diameter. Blomfärgen är gul, rosa eller orange. Till växtsättet är gul middagsblomma mattbildande och den har använts för att binda jorden där den riskerar att erodera. Eftersom rotsystemet är svagt, så kan dock stora sjok av växter glida ner från sluttningar.
Gul middagsblomma tål inte frost och kräver en växtplats i direkt sol. Den är mycket salttålig, både för salt i jorden och i luften.

## Synonymer
Ett tidigare vetenskapligt namn var Mesembryanthemum edule. Svenska synonymer är isblomma och hottentottfikon. Även andra isörtsväxter kallas ibland isblomma.

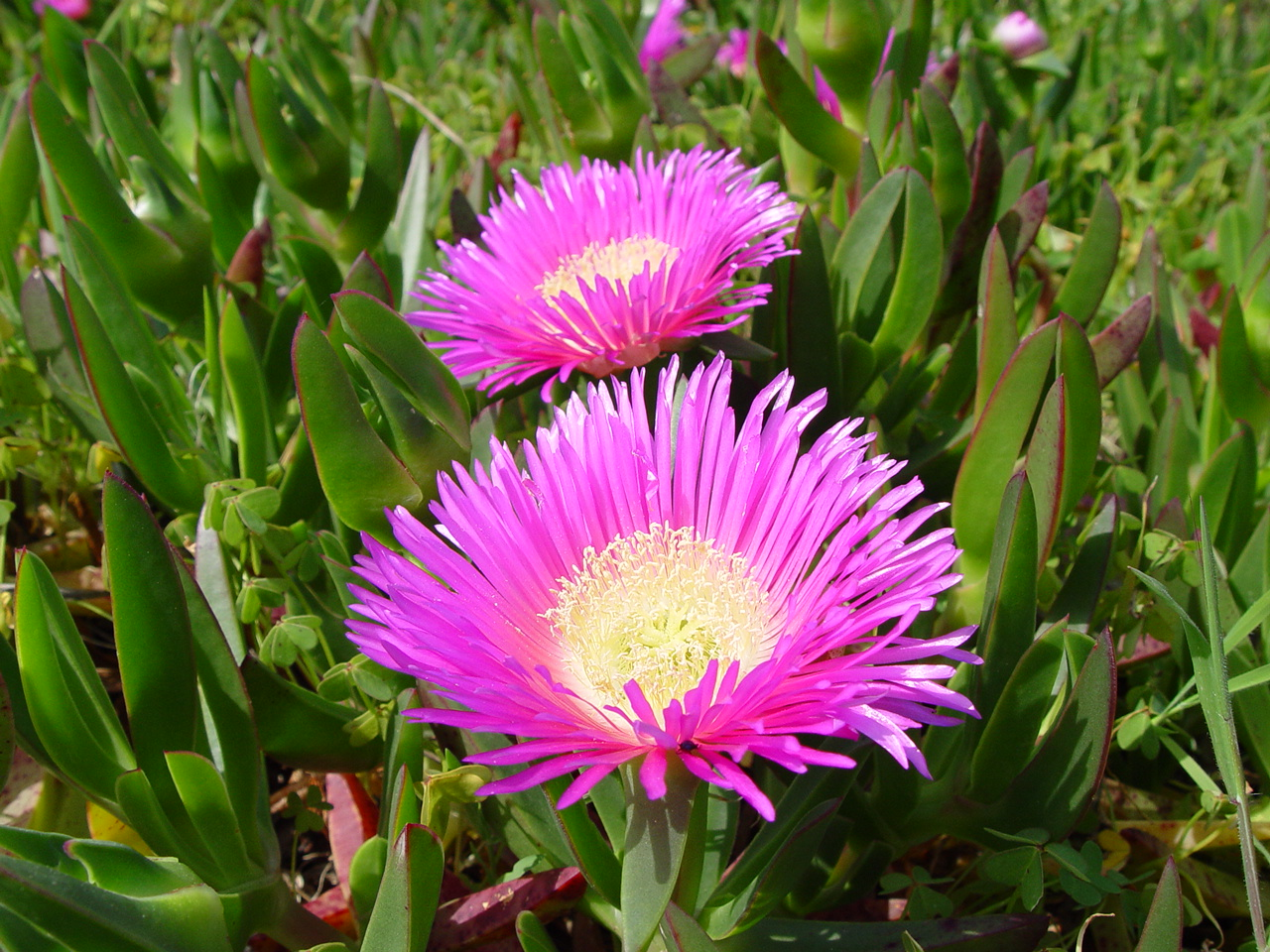
Lilafärgad gul middagsblomma